# Ernst Wilhelm Lotz
Ernst Wilhelm Lotz (* 6. Februar 1890 Culm an der Weichsel, Westpreußen; † 26. September 1914 bei Bouconville, Frankreich) war ein deutscher Lyriker des Expressionismus.

## Leben
Ernst Wilhelm Lotz, Sohn eines Romanisten und Kadettenhausprofessors, verbrachte seine Kindheit an mehreren Orten: Köslin (Pommern), Karlsruhe (Baden), Wahlstatt (Schlesien) und Plön (Holstein). 1906 begann seine Ausbildung zum Offizier an der Kadettenanstalt in Berlin-Lichterfelde. 1907 wurde er im Infanterie-Regiment Nr. 143 in Straßburg zum Fähnrich befördert, kurze Zeit darauf zum Leutnant. Nach anderthalb Jahren als Offizier nahm er 1911 seinen Abschied und versuchte sich kurzfristig als Buchhändler, dann als Kaufmann für eine Hamburger Import-Exportfirma.
Als freier Schriftsteller übersetzte er Gedichte von Arthur Rimbaud und Paul Verlaine. 1914 heiratete er Henny Romeycke. Das Frühjahr 1914 verbrachte er zusammen mit Ludwig Meidner in Dresden und bezog mit diesem gemeinsam ein Wohnatelier. Bei Kriegsausbruch im August 1914 meldete er sich freiwillig zum Heer, wurde wieder in Straßburg (in sein früheres Regiment) eingestellt und an der Westfront eingesetzt. Am 7. September 1914 erhielt er das Eiserne Kreuz. Kurze Zeit später fiel er im Alter von 24 Jahren als Kompanieführer während eines Angriffes in einem französischen Schützengraben.

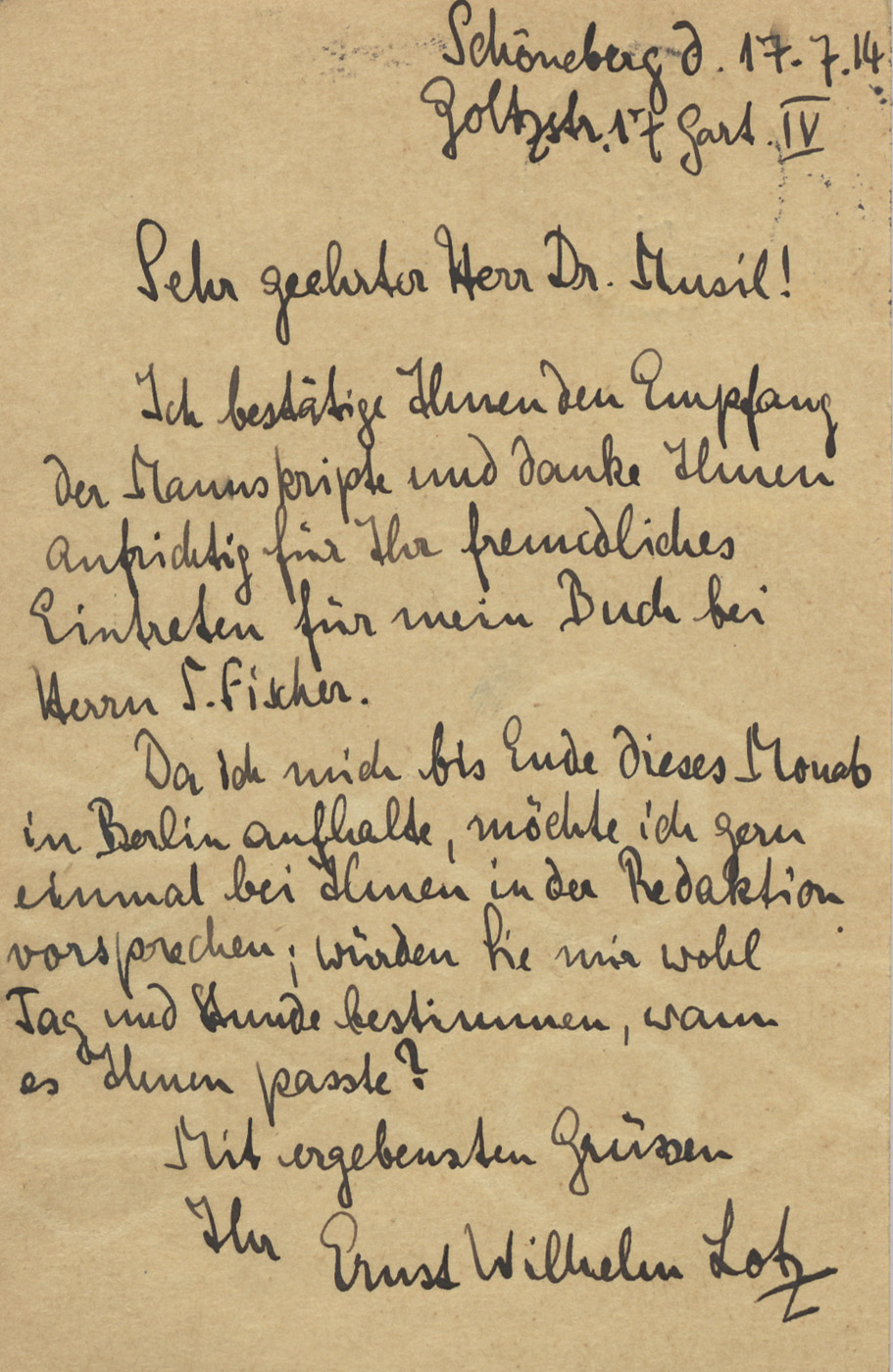
Handschriftliche Postkarte von Ernst Wilhelm Lotz an Robert Musil, 17. Juli 1914

In Anthologien und Unterrichtswerken ist er vor allem mit seinem Gedicht Aufbruch der Jugend vertreten.

## Werke
- Und schöne Raubtierflecken („Lyrisches Flugblatt“). Alfred Richard Meyer Verlag, Berlin-Wilmersdorf 1913.
- Wolkenüberflaggt (Der jüngste Tag, Band 36). Kurt Wolff Verlag, Leipzig 1916, Einband, librivox.
- Kurt Pinthus (Hrsg.): Menschheits Dämmerung. Symphonie jüngster Dichtung. Berlin 1920, online.
- Prosaversuche und Feldpostbriefe aus dem bisher unveröffentlichten Nachlass. (Hrsg. von Hellmut Draws-Tychsen), 1955
- Versensporn – Heft für lyrische Reize Nr. 39, hrsgg. von Tom Riebe, Jena: Edition POESIE SCHMECKT GUT, 2020. [100 Exemplare]